# ドラマってムジカ
『ドラマってムジカ』とは、全国各地のAMラジオ局で放送されているラジオ番組である。株式会社かしわプロダクション制作。

## 番組概要
2015年春より放送開始。
「男と女が織り成す、ドラマと音楽のタペストリー」をコンセプトに、様々な年代の名曲の世界観をモチーフにしたラジオドラマと、物語の原作となった曲を送る。
基本的に物語は一話完結型であるが、数回に渡って物語が続いたり過去に登場したキャラクターが再び登場するパターンもある。
なお、ネット局によって1話放送の10分バージョン（平日帯、もしくは週1回放送）、数話分をまとめて放送する25分 - 60分バージョン（週1回放送）と放送形態が分かれる。

## 出演者
- 小田切茜（尾木プロ THE NEXT所属の女優）
- 安部亮馬（2017年2月 - ）（尾木プロ THE NEXT所属の声優）
- 片山賢人

2017年2月から、新作は安部と小田切出演による物語がオンエアされている。ただし、一部ネット局では2017年2月以前にオンエアされた片山と小田切出演の物語がアンコール放送されている。

## ネット局
それぞれ放送時間の早い順から記載。

### 現在
| 放送対象地域  | 放送局名                      | 放送時間                                     | 備考・脚注 |  |
| ------------- | ----------------------------- | -------------------------------------------- | --- |  |
| 京都府 滋賀県 | KBS京都 KBS滋賀               | 月曜・水曜 - 土曜 5:00 - 5:10                | |  |
| 栃木県        | 栃木放送                      | 月曜 - 木曜 12:35 - 12:45                    | 2020年3月30日放送開始 |  |
| 長崎県 佐賀県 | 長崎放送（NBC） NBCラジオ佐賀 | 月曜 16:10 - 16:20 火曜 18:20 - 18:30        | |  |
| 宮城県        | 東北放送（TBC）               | 月曜 - 木曜 16:30 - 16:40 日曜 17:00 - 17:30 | 2020年4月再開、2022年4月から金曜日を除く平日にも放送開始。 日曜日の30分版はその週の分を再編集した傑作選として2～3話放送。 日曜版は東北楽天ゴールデンイーグルス戦中継の関係で放送休止の場合あり。 過去の放送時間は後述。 |  |
| 大分県        | 大分放送（OBS）               | 月曜 19:30 - 20:00                           | 2018年4月2日放送再開。 2〜3話放送。 |  |
| 熊本県        | 熊本放送（RKK）               | 月曜・金曜 18:20 - 18:30                     | 2017年10月3日放送開始 |  |
| 岡山県        | RSK山陽放送                   | 月曜 18:30 - 18:45                           | 2018年10月3日放送再開。 再開前の過去の放送時間は後述。 |  |
| 高知県        | 高知放送（RKC）               | 金曜 17:15 - 17:30                           | 2019年4月5日開始 レギュラー放送開始前にも不定期に単発番組として放送したことがある。 |  |
| 鳥取県 島根県 | 山陰放送（BSS）               | 金曜 21:50 - 22:00                           | 2019年4月5日開始 |  |
| 徳島県        | 四国放送（JRT）               | 第4・5週土曜 15:30 - 16:00                   | 2〜3話放送。 2019年4月より原則月1回放送。 放送日以外の週は「こころの診療アラカルテ」（15:30 - 16:15）を放送。 過去の放送時間は後述。                                                                                    |  |
| 山口県        | 山口放送（KRY）               | 日曜 14:30 - 14:45                           | |  |
| 福井県        | 福井放送（FBC）               | 日曜 16:00 - 17:00                           | 5〜6話連続放送。 特別番組が編成されて放送時間および話数が短縮、または休止となる場合がある。 |  |
| 愛媛県        | 南海放送（RNB）               | 日曜 17:00 - 17:15                           | 「Fnam（エフナン）シアター〜ドラマってムジカ〜」のタイトルで放送。 第2週のみ「短くて短い物語」（2019年3月までのタイトルは「田丸雅智の短くて短い夜」）を放送するため休止                                                 |  |
| 岩手県        | IBC岩手放送                   | 日曜 23:30 - 24:00                           | 2023年1月1日放送再開。2〜3話放送。 |  |

その他にも、山形放送、山梨放送、高知放送などのように年末年始等不定期に単発番組として放送する局がある。単発番組として放送される際、別タイトルで放送されることがある。

### 過去
| 放送対象地域  | 放送局名          | 放送期間                                                     | 放送時間                  | 備考・脚注 |
| ------------- | ----------------- | ------------------------------------------------------------ | ------------------------- | --- |
| 新潟県        | 新潟放送（BSN）   | 2016年1月2日 - 5月28日                                       | 土曜 7:30 - 7:49          | 2話連続放送。 |
| 秋田県        | 秋田放送（ABS）   | 2015年4月5日 - 2015年9月27日                                 | 日曜 15:45 - 15:55        | |
| 秋田県        | 秋田放送（ABS）   | 2015年10月3日 - 2016年11月26日                               | 土曜 17:35 - 17:45        | |
| 秋田県        | 秋田放送（ABS）   | 2019年2月10日 - 2019年3月31日                                | 日曜 21:30 - 22:00        | 3話連続放送 |
| 山梨県        | 山梨放送（YBS）   | 2015年4月5日 - 2016年9月25日                                 | 日曜 8:00 - 8:25          | |
| 山梨県        | 山梨放送（YBS）   | 2016年9月26日 - 2017年3月30日                                | 月曜 - 金曜 21:40 - 21:50 | |
| 静岡県        | 静岡放送（SBS）   | 2015年10月4日 - 2016年3月27日                                | 日曜 18:00 - 18:15        | 1話または2話放送。 |
| 静岡県        | 静岡放送（SBS）   | 2017年3月27日 - 2017年3月31日                                | 月曜 - 金曜 18:45 - 19:00 | 特別編成として放送された。 |
| 静岡県        | 静岡放送（SBS）   | 2017年4月9日 - 7月30日                                       | 日曜 17:00 - 17:15        | 1話または2話放送。 |
| 京都府 滋賀県 | KBS京都 KBS滋賀   | 2016年7月1日 - 2017年7月28日                                 | 金曜 17:30 - 17:40        | 再放送。同じ週の月曜日に放送された内容が再放送されていた。                                                                    |
| 京都府 滋賀県 | KBS京都 KBS滋賀   | 2016年7月3日 - 2017年7月30日 2017年12月3日 - 2018年4月1日    | 日曜 17:40 - 17:50        | 再放送。同じ週の火曜日に放送された内容が再放送されていた。 不定期で休止の場合あり。                                           |
| 京都府 滋賀県 | KBS京都 KBS滋賀   | 2017年10月5日 - 2018年3月29日                                | 木曜 19:50 - 20:00        | 再放送。同じ週の月曜日に放送された内容が再放送されていた。                                                                    |
| 岡山県        | 山陽放送（RSK）   | 2015年3月30日 - 2015年11月27日 2015年12月28日 - 2016年1月1日 | 月曜 - 金曜 5:00 - 5:10   | 2015年12月28日 - 2016年1月1日は年末年始の特別編成に伴い期間限定で復活。                                                       |
| 岡山県        | 山陽放送（RSK）   | 2016年3月28日 - 2016年12月30日                               | 月曜 - 金曜 6:37 - 6:45   | |
| 岡山県        | 山陽放送（RSK）   | 2017年1月4日 - 2017年3月29日                                 | 水曜 5:00 - 5:25          | 2〜3話連続放送 |
| 岡山県        | 山陽放送（RSK）   | 2017年4月5日 - 2017年9月27日                                 | 水曜 5:00 - 5:10          | |
| 岡山県        | 山陽放送（RSK）   | 2017年10月5日 - 2018年1月11日                                | 木曜 18:30 - 18:45        | |
| 山形県        | 山形放送（YBC）   | 2017年10月6日 - 2018年3月30日                                | 金曜 21:00 - 21:15        | レギュラー放送開始前にも特別番組として放送されたことがある。                                                                  |
| 宮城県        | 東北放送（TBC）   | 2015年4月4日 - 2015年9月27日                                 | 土曜 17:10 - 17:30        | 2話連続放送。 |
| 宮城県        | 東北放送（TBC）   | 2015年9月29日 - 2016年3月28日                                | 月曜 23:00 - 23:20        | 2話連続放送。 |
| 宮城県        | 東北放送（TBC）   | 2016年4月2日 - 2018年3月31日                                 | 土曜 22:00 - 22:25        | 2〜3話連続放送。 |
| 宮城県        | 東北放送（TBC）   | 2020年4月4日 - 2021年9月25日                                 | 土曜 16:00 - 16:30        | 2〜3話連続放送。 |
| 宮城県        | 東北放送（TBC）   | 2021年10月3日 - 2022年3月27日                                | 日曜 17:00 - 18:00        | |
| 福岡県        | RKB毎日放送       | 2015年4月5日 - 2018年4月1日                                  | 日曜 18:45 - 18:55        | プロ野球開催時期は福岡ソフトバンクホークス戦中継の関係で放送時間を15:45 - 15:55に移動、または休止の場合があった。             |
| 香川県        | 西日本放送（RNC） |                                                              | 土曜 15:30 - 16:00        | 2〜3話連続放送。 |
| 茨城県        | 茨城放送（IBS）   | 2018年4月7日 - 2018年9月                                     | 土曜 20:30 - 21:00        | 2〜3話連続放送。 |
| 長野県        | 信越放送 (SBC)    | 2018年4月2日 - 2019年3月25日                                 | 月曜 21:50 - 22:00        | レギュラー放送開始前の2018年1月1日 - 1月3日 17:15 - 17:30には「ラジオドラマ ゲレンデマジック!」という番組名で単発放送された。 |
| 徳島県        | 四国放送（JRT）   | - 2015年9月27日                                              | 日曜 22:30 - 23:00        | 3話連続放送 |
| 徳島県        | 四国放送（JRT）   | 2015年10月4日 - 2016年3月27日                                | 日曜 16:00 - 16:30        | 3話連続放送 |
| 徳島県        | 四国放送（JRT）   | 2016年4月3日 - 2018年4月1日                                  | 日曜 22:00 - 22:30        | 3話連続放送 |
| 徳島県        | 四国放送（JRT）   | 2018年4月7日 - 2018年9月29日                                 | 土曜 20:00 - 20:30        | 3話連続放送 |
| 徳島県        | 四国放送（JRT）   | 2018年10月2日 - 2019年3月29日                                | 火曜 - 金曜 20:50 - 21:00 | |
| 北海道        | 北海道放送（HBC） | 2019年10月5日 - 2019年12月28日                               | 土曜 7:00 - 7:30          | |
| 北海道        | 北海道放送（HBC） | 2020年1月4日 - 2020年3月28日                                 | 土曜 7:00 - 7:15          | |
| 北海道        | 北海道放送（HBC） | 2020年10月4日 - 2020年11月29日                               | 日曜 9:30 - 9:45          | |
| 北海道        | 北海道放送（HBC） | 2022年3月31日 - 2024年9月26日                                | 木曜 14:35 - 14:50        | 「カーナビラジオ午後一番!」に内包。                                                                                           |